# Bactrocera mesomelas
Bactrocera mesomelas är en tvåvingeart som först beskrevs av Mario Bezzi 1908.  Bactrocera mesomelas ingår i släktet Bactrocera och familjen borrflugor. Inga underarter finns listade.